# Noesis (2009)
Noesis ist ein britischer, in Stop-Motion animierter Kurzfilm von Sophie Klevenow aus dem Jahr 2009.

## Handlung
Ein kindartiges Wesen sitzt auf der Erde. Sein Schädel ist geöffnet, anstelle eines Gehirns befindet sich darin jedoch eine schaumige Flüssigkeit. Das Kind greift mit seinen Fingern in die Flüssigkeit, um anschließend zwischen seine Finger pustend Seifenblasen zu erzeugen, die es mit seinem Blick verfolgt.
Ein Erwachsener erscheint, aus seinem Mund fliegt ein bedruckter Papierfetzen, der eine Seifenblase des Kindes zerstört und anschließend mit der Haut des Kindes verschmilzt. Weitere Erwachsene erscheinen und die fliegenden Zeitungsfetzen bedecken bald die gesamte Haut des Kindes und schließen das Loch in seinem Schädel. Statt Seifenblasen erscheinen nun ebenfalls Papierfetzen aus dem Mund des Kindes. Es erhebt sich. Seine Haut ist dunkler geworden, sein Aussehen hat sich geändert – es ist nun ebenfalls ein Erwachsener. Mit der Hand zerstört er die letzte im Raum schwebende Seifenblase und geht davon.

## Produktion
Die deutsche Grafikdesignerin Sophie Klevenow (* 1979), Tochter des Schauspielers Heinz Klevenow, schuf Noesis bis Juni 2009 als Abschlussfilm im Rahmen ihres Masterstudiums an der Bristol School of Art, Media and Design der University of the West of England. Der Film erlebte seine öffentliche Premiere auf dem Londoner Canary Wharf Film Festival im September 2009.
Es war der erste Film Klevenows in Stop-Motion. Die Puppen bestehen aus einem Pappmachéekörper, der über ein Aluminiumdrahtskelett modelliert wurde. Grundlage für die Gestaltung der Figuren waren Einflüsse des Theaters und des Puppenspiels. Für die Aufnahmen verwendete Klevenow eine Canon EOS 40D mit manueller Linse. Die Produktionskosten beliefen sich auf rund 2500 Pfund, die zum Teil über ein Stipendium des DAAD aufgebracht wurden.
Der Titel Noesis bezieht sich auf den philosophischen Begriff des bewussten Denkens und Begreifens, Noesis. Klevenow nannte die Grundidee des Films „den Verlust der kindlichen Naivität […] Der Titel ‚Noesis‘ ist ein Synonym und eine eher unbekannte Bezeichnung für Bewusstsein – den geistigen Prozess der Wissensfindung über die Wahrnehmung und das Nachdenken – während ‚Noesis‘ zusätzlich auch den geistigen Akt des Objektfokussierens und der Sinngebung meint.“

## Auszeichnungen
Auf dem Canary Wharf Film Festival in London wurde Noesis im September 2009 mit dem UK Canary Award ausgezeichnet. Im November 2009 erhielt der Film auf dem Sleepwalkers Student and Short Film Festival in Tallinn den Preis für den besten animierten Film.
Auf dem Festival Animated Exeter in Exeter erhielt Noesis den Student Animation Award und wurde im Mai 2010 auf dem backup_festival in Weimar mit dem backup.award ausgezeichnet. Noesis gehörte im Oktober 2010 zu den Gewinnern beim Babelgum Animatron Animation Festival.
Der Film lief zudem auf zahlreichen internationalen Kurzfilm- und Animationsfestivals, darunter dem Filmfest Dresden und dem Cannes Independent Film Festival.